# Beli teror
Beli teror (rusko белый террор, romanizirano belyj terror) je skupno ime za nasilje in množične poboje, ki jih je izvajala Bela armada med rusko državljansko vojno (1917–1923). Teror se je začel, ko so boljševiki novembra 1917 prevzeli oblast v državi, in se nadaljeval do poraza Bele armade. Rdeči teror boljševikov se je začel leto kasneje v začetku septembra 1918 kot odgovor na več načrtovanih atentatov na boljševiške voditelje in pokole rdečih ujetnikov v Moskvi in med finsko državljansko vojno. Po mnenju nekaterih ruskih zgodovinarjev je bil beli teror niz vnaprej premišljenih dejanj, ki so jih vodili njihovi voditelji. Njihovemu mnenju oporeka večina ruskih zgodovinarjev, ki na ta dejanje gleda kot na spontana in neorganizirana. Ocene ubitih v belem terorju se gibljejo med 20.000 in 300.000 ljudmi. 
Zgodovinar Ronald Suny meni, da je bila za 17 % pogromov odgovorna Bela armada, za 8,5 % Rdeča armada, druge pa so izvedle nedisciplinirane neodvisne protiboljševiške sile. Če se žrtvam belega terorja prišteje  protisovjetsko nasilje in judovske pogrome, število žrtev belega terorja znatno presega število žrtev rdečega terorja.
Whitakerjevo poročilo Združenih narodov iz leta 1985 navaja, da so pripadniki Bele armade, kozaki in ukrajinski nacionalisti  v več kot 2.000 pogromih ubili od 100.000 do 250.000 Judov in dogodke šteje za genocid.

## Primerjava z rdečim terorjem
Številni zgodovinarji menijo, da za razliko od rdečega terorja, ki so ga boljševiki razglasili kot sredstvo za vzpostavitev svoje politične prevlade, beli teror med državljansko vojno ni imel niti zakonodajne niti propagandne odobritve v belem gibanju. Zgodovinarji priznavajo, da belim vojskam ni bila tuja krutost, značilna za vojno, vendar so prepričani, da se je "črna stran" belih armad bistveno razlikovale od politike boljševikov: 
- Beli niso ustanovili organizacij, podobnih boljševiškim komisijam za nujne primere (ČEKA) in revolucionarnim sodiščem.
- Voditelji belega gibanja niso nikoli pozivali k množičnemu terorju, usmrtitvam iz socialnih razlogov, jemanju in usmrtitvi talcev, če nasprotniki niso izpolnjevali določenih zahtev.
- Pripadniki belega gibanja niso videli niti ideološke niti praktične potrebe po izvajanju množičnega terorja. Prepričani so bili, da namen vojaških akcij belih ni vojna proti nekim širokim množicam ali družbenim razredom, temveč vojna s stranko, ki je prevzela oblast v Rusiji in izkoristila socialno-ekonomske, politične ter tržne razmere za dosego svojega cilja, pa tudi manipuliranje z razpoloženjem nižjih slojev ruske družbe.[8]

Številni raziskovalci menijo, da je bila posebnost belega terorja njegova neorganizirana in spontana narava in da ni bil povzdignjen na raven državne politike, ni deloval kot sredstvo za ustrahovanje prebivalstva in ni služil kot sredstvo za uničenje družbenih razredov ali etničnih skupin (Kozaki, Kalmiki), kar so počeli boljševiki.
Številni ruski zgodovinarji poudarjajo, da ukazi visokih uradnikov belega gibanja in zakonodajni akti belih vlad pričajo o sankcioniranju represivnih dejanj in dejanj s strani vojaških in političnih oblasti, terorja nad boljševiki in prebivalstvom, ki jih je podpiralo, ter njihove vloge pri ustrahovanju prebivalstva nadzorovanih ozemelj.
Zgodovinar G.A. Trukan ugotavlja, da so se sovjetski avtorji osredotočali predvsem na beli teror, medtem ko številni sodobni avtorji, simpatizerji belega gibanja, ravnajo ravno obratno. Po njegovem mnenju ni bilo na ozemljih, ki so jih zasedli beli, nič več grozodejstev in ogorčenja kot na ozemlju pod nadzorom boljševikov. 

## Južna in zahodna Rusija
Obe udeleženki ruske državljanske vojne sta zagrešile številne pogrome. Whitakerjevo poročilo Združenih narodov iz leta 1985 navaja, da so beli, kozaki in ukrajinski nacionalisti v več kot 2000 pogromih ubili od 100.000 do 250.000 Judov. Več sto tisoč Judov je ostalo brez strehe nad glavo, več deset tisoč pa je postalo žrtev nalezljivih bolezni.
Sodobne ocene števila Judov, ubitih med rusko državljansko vojno med letoma 1918 in 1921, so nižje. Nad Judi je bilo v 524 mestih v Ukrajini storjenih skupno 1236 pogromov. Število Judov, ubitih v teh pogromih, se ocenjuje na 30.000 do 60.000 oseb. Od zabeleženih 1236 pogromov in ekscesov so jih 493 izvedli vojaki Ukrajinske ljudske republike pod poveljstvom Simona Petljure. 307 so jih izvedli neodvisni ukrajinski vojskovodje, 213 Denikinova vojska, 106 Rdeča armada in 32 poljska vojska.  Ronald Suny ocenjuje, da je bilo med državljansko vojno ubitih od 35.000 do 150.000 Judov. Približno 17 % ubitih je mogoče pripisati belim vojskam, 40 % Ukrajincem pod Simonom Petljuro, 25 % drugim ukrajinskim silam in 8,5 % boljševikom.
Po smrti Lavra Kornilova aprila 1918 je vodstvo Prostovoljne vojske prešlo na Antona Denikina. Med Denikinovim režimom je tisk redno spodbujal k nasilju nad Judi. Razglas enega od Denikinovih generalov, na primer,  je spodbujal ljudi, naj se oborožijo, da bi iztrebili "zlo silo, ki živi v srcih judovskih komunistov". Samo v mestecu Fastov je Denikinova prostovoljna vojska pobila več kot 1500 Judov, večinoma starejših, žensk in otrok. 
V Donski guberniji je sovjetsko oblast spodrinil kozaški režim, ki ga je vodil Pjotr Krasnov. Krasnovovi beli Kozaki so usmrtili približno 25.000 do 40.000 ljudi. Nasilje je trajalo, dokler ni Rdeča armada po zmagi pri Caricinu osvojila cele regije.
Leta 1918 so beli na svojem ozemlju s približno 400.000 prebivalci poslali v zapore  več kot 38.000 ljudi. Od tega jih je bilo približno 8.000 usmrčenih, na tisoče pa jih je umrlo zaradi mučenja in bolezni.

## Vzhodna Rusija
Po prevzemu oblasti v Sibiriji novembra 1918 je admiral Aleksander Kolčak uvedel politiko preganjanja revolucionarjev in socialistov različnih frakcij. Kolčakova vlada je 3. decembra 1918 izdala obsežen odlok o reviziji kazenskega zakonika Carske Rusije, "da bi se ohranila sistem in vladavina vrhovnega vladarja". 99. in 100. člen sta določala smrtno kazen za poskus atentata na vrhovnega vladarja in poskus strmoglavljenja oblasti. Po 103. členu so se "žalitve, pisne, tiskane in ustne, kaznovale z zaporom". Birokratska sabotaža se je po 329. členu kaznovala s 15 do 20 letnim prisilnim delom. Sledili so dodatni odloki, ki so oblastem dodali več moči. 11. aprila 1919 je Kolčakova vlada sprejela uredbo 428 "O nevarnostih javnega reda zaradi povezav z boljševiškim uporom", ki je bila objavljena v omskem časopisu Omska gazeta št. 188, julija 1919. Uredba je predvidevala 5 let zapora za "posameznike, ki so bili ocenjeni kot grožnja javnemu redu zaradi svojih kakršnih koli povezav z boljševiškim uporom". Zaradi  nedovoljene vrnitve iz izgnanstva ji bil povratnik lahko kaznovan s 4 do 8 leti težkega prisilnega dela. Členi 99–101 so dovoljevali smrtno kazen, prisilno delo in zapor ter represijo s strani vojaških sodišč. Preiskovalne komisije se niso uvedle.
Odlomek ukaza Sergeja Rozanova iz vlade Jenisejskega okrožja v Irkutski guberniji: 
Vasi, v katerih se odkrijejo oboroženi vojaki, se požgejo. Vsi odrasli moški se brez izjeme postrelijo. Če so bili zaradi odpora proti oblastem vzeti talci, se brez milosti postrelijo.
Član Centralnega komiteja desničarskih socialističnih revolucionarjev D. Rakov je o terorju Kolčakovih sil zapisal: 
Omsk je zmrznil od groze. V času, ko so žene mrtvih tovarišev dan in noč v snegu iskale trupla, se nisem zavedal groze za zidovi stražnice. Ubitih je bilo najmanj 2500 ljudi. Cele vozove trupel so odpeljali v mesto kot zaklane ovce in svinje. Med trpečimi so bili predvsem vojaki garnizije in delavci.
Na Uralu, v Sibiriji in na Daljnem vzhodu je bilo izredno krutih več kozaških vojskovodj: Boris Anenkov, Aleksander Dutov, Grigorij Semjonov in Ivan Kalmikov. Med sojenjem proti Anenkovu so priče opisovale ropanje kmetov in grozodejstva pod sloganom: "Nimamo omejitev! Bog z nami in ataman Annenkov: sekaj desno in levo!"  Septembra 1918 je med zadušitvijo kmečkih uporov v okrožju Slavgorod Anenkov mučil in ubil do 500 ljudi. Vas Črni dol je bila požgana, nato pa so bili kmetje mučeni in postreljeni, med njimi tudi žene in otroci kmetov. Dekleta iz Slavgoroda in okolice so pripeljali na Anenkov vlak, jih posilili in nato ustrelili. Po besedah očividca se je Anenkov izživljal z brutalnim mučenjem: žrtvam so iztikali oči, odrezali jezik ter trakove s hrbta, jih žive zakopali ali privezali na konje. V Semipalatinsku je Anenkov zagrozil, da bo ustrelil vsakega petega prebivalca, če mesto ne bo hotelo plačati odškodnine.
9. maja 1918 je bilo potem, ko je ataman Dutov zavzel vas Aleksandrov gaj,  skoraj 2000 mož Rdeče armade živih pokopanih. Več kot 700 ljudi iz vasi je bilo usmrčenih. Po zavzetju Trojicka, Orenburga in drugih mest je bil vzpostavljen režim terorja nad 6000 ljudmi, od katerih je bilo 500 ubitih samo med zasliševanjem. V Čeljabinsku so Dutovovi možje usmrtili ali deportirali v sibirske zapore več kot 9000 ljudi. V Trojicku so Dutovci v prvih tednih po zavzetju mesta ustrelili okoli 700 ljudi. V Ileki so jih pobili več kot 400. Množične usmrtitve so bile tipične za Dutovove kozaške čete. Dutovov ukaz z dne 4. avgusta 1918 je uvedel smrtno kazen za izogibanje vojaški dolžnosti in celo za pasiven odpor oblastem na njegovem ozemlju.   V enem od okrožij Uralske regije so januarja 1918 Dutovci pobili več kot 1000 ljudi. 3. aprila 1919 je kozaški vojskovodja svojim vojakom ukazal, naj streljajo in vzamejo talce že ob najmanjšem nasprotovanju. V vasi Sugar so Dutovci požgali bolnišnico s stotinami bolnikov Rdeče armade.
Za režim Semjonova v Zabajkalju so bili značilni množični teror in usmrtitve. Ustreljenih je bilo več kot 1600 ljudi. Sam Semjonov je na sodišču priznal, da so njegove čete požigale vasi. Ustanovljenih je bilo enajst stalnih hiš smrti, kjer so izvajali prefinjene oblike mučenja.  Semjonov je osebno nadziral mučilnice, v katerih je bilo umorjenih približno 6500 ljudi.
Generalmajor William S. Graves, ki je poveljeval severnoameriškim okupacijskim silam v Sibiriji, je pričal: 
Vojaki Semjonova in Kalmikova so pod zaščito japonskih enot tavali po deželi kot divje živali, ubijali in ropali. Ti umori bi se lahko ustavili kadarkoli bi japonska vojska želela. Na postavljena vprašanja o teh brutalnih umorih, je bil običajen odgovor, da so bili umorjeni boljševiki, s čimer so Japonci očitno zadovoljili svet. Razmere v vzhodni Sibiriji so bile grozne, življenje pa brez vrednosti. Storjeni so bili grozljivi umori, vendar jih niso zagrešili boljševiki, kot je verjel svet. Zanesljivo lahko trdim, da so protiboljševiki v vzhodni Sibiriji za vsakega, ki so ga ubili boljševiki, ubili vsaj sto ljudi.

## Beli teror v književnosti
O junaštvu ruskega naroda v boju proti belemu terorju je pisalo veliko sovjetskih avtorjev. Med najbolj znanimi romani so Furmanov Čapajev, Serafimovičev Železni potop in Fadejevov Pot. Številne kratke zgodbe, posvečene tej temi, so napisali Mihail Šolohov, Leonid Leonov in Konstantin Fedin.
Avtobiografski roman Nikolaja Ostrovskega Kako se je kalilo jeklo  opisuje beli teror v zahodni Ukrajini, ki so ga izvajale protisovjetske vojaške enote. 
Trocki je v svoji knjigi Terorizem in komunizem: Odgovor Karlu Kauckemu trdil, da se je vladavina terorja začela z belim terorjem sil Bele armade in da je bil rdeči teror boljševikov odgovor nanj.

## Spomeniki žrtvam belega terorja
V sovjetskem obdobju je bilo veliko spomenikov posvečenih žrtvam belega terorja. Večina spomenikov je bila zgrajena na vidnih mestih v ruskih mestih.
Osrednji trg v Volgogradu se od leta 1920 imenuje Trg padlih borcev. Na trgu so pokopani posmrtni ostanki 55 žrtev belega terorja. Na spomeniku iz črnega in rdečega granita, postavljenem leta 1957, je napis: "Borcem za svobodo Rdečega Caricina. Tu so pokopani junaški branilci Rdečega Caricina, ki so jih belogardisti brutalno mučili leta 1919".
V Viborgu stoji spomenik žrtvam belega terorja, postavljen leta 1961 v spomin na 600 ljudi, ustreljenih z mitraljezom.
Spomenik "V spomin žrtvam belega terorja" v Voronežu je bil postavljen lata 1920 na mestu javnih usmrtitev leta 1919. 
V Sevastopolu na Ulici 15. bastiona pokopališče komunistov in žrtev belega terorja. Pokopališče je poimenovano po članih komunističnega podtalnega gibanja, ki so jih beli pobili v letih 1919–1920. 
V mestu Slavgorod v Altajskem kraju je spomenik udeležencem černodolske vstaje in njihovim družinam, ki so padle kot žrtve belega terorja atamana Anekova.